# American Letter Mail Company
La American Letter Mail Company fue una empresa privada de correos comenzada por el jurista y anarquista Lysander Spooner en 1844, con el fin de competir contra el monopolio legal del servicio postal de Estados Unidos, lo hizo violando la ley de Estatutos de Envíos Privados (que hasta el día de hoy restringe y condena los envíos que no autorice el sistema postal del gobierno). De acuerdo a John McMaster, la compañía tuvo oficinas en varias ciudades, incluyendo Baltimore, Filadelfia, y Nueva York.
Su intención era ética por un lado ya que consideró una restricción inmoral que sólo el gobierno pudiera brindar un servicio, obligando a los ciudadanos a aceptarlo sin más opción; y por otra parte era técnica y mercantil ya que según su análisis eran suficientes 5 centavos para enviar correo a lo largo del país, mientras la empresa estatal lo hacía a 12 centavos. Rebajó el precio de la tarifas por distancia (incluso ofrecía trayectos cortos gratuitos) y de las estampillas a 20 por un dólar.
Tuvo éxito en entregar correos a precios bajos, pero el gobierno de los EE. UU. desafió a Spooner con medidas legales, eventualmente agotando sus recursos y forzándolo a cesar operaciones en 1851. De todas formas luego de cerrar la empresa de Spooner el valor de las estampillas estatales sufrió una relativa rebaja.